# 클로버 (치야 토리코의 만화)
《클로버》(일본어: クローバー)는 치야 토리코에 의한 일본의 만화 작품이다. 1997년, 《부~케》(슈에이샤)에서 연재가 개시되었다. 그 후 《Cookie》(슈에이샤), 《코러스》로 옮겨 연재. 단행본은 마거리트 코믹스에서 전 24권 간행되어 있다.
《Cocohana》(슈에이샤) 2012년 8월호(6월 28일 발매)부터, 신 시리즈 《클로버 trèfle》을 연재 중이다.

## 연재 정보
- 《부~케》 1997년 2월호 ~ 2000년 3월호
- 《Cookie》 2000년 8월호 ~ 2004년 10월호, 약 1년간 휴재, 2005년 11월호로 복귀, 2006년 1월호
- 《코러스》 2006년 12월호 ~ 2010년 6월호, 부정기 연재

번외편
리틀 클로버
사야의 여동생·아유를 주인공으로 한 번외편.
1. 《Cookie》 1999년 Vol.1, 9권 수록
2. 《Cookie》 2000년 7월호, 10권 수록
3. 《Cookie》 2002년 11월호·12월호, 15권 수록
4. 《코러스》 2007년 9월호, 20권 수록

green green green
츠게 스스무의 남동생·미도리를 주인공으로 한 번외편.
1. 《코러스》 2006년 6월호·8월호, 18권 수록

## 등장인물
스즈키 사야
호텔 토요 근무. 아오야마 가쿠인 여자 단기 대학 졸업 후, 호텔 토요에 입사.
츠게 스스무
사야의 상사. 와세다 대학 졸업 후, 신입 사원이면서 호텔 토요의 본사에 배급된 엘리트.
야가미 카즈요
사야의 동기. 4년제 대학을 졸업했기 때문에, 사야보다 2살 연상. 호텔 토요 홍보과 근무.
마츠자와 리리카
사야의 동기.
히노 하루키
사야의 중학 시절 동급생.

## 서지 정보
- 치야 토리코 《클로버》 〈슈에이샤·마거리트 코믹스〉, 전 24권
  1. 1997년 7월 25일 발매, ISBN 4-08-848687-0
  2. 1997년 12월 17일 발매, ISBN 4-08-848753-2
  3. 1998년 6월 25일 발매, ISBN 4-08-848828-8
  4. 1998년 9월 25일 발매, ISBN 4-08-848867-9
  5. 1999년 3월 25일 발매, ISBN 4-08-847046-X
  6. 1999년 8월 25일 발매, ISBN 4-08-847111-3
  7. 2000년 1월 25일 발매, ISBN 4-08-847175-X
  8. 2000년 5월 25일 발매, ISBN 4-08-847230-6
  9. 2000년 11월 24일 발매, ISBN 4-08-847312-4
  10. 2001년 4월 25일 발매, ISBN 4-08-847370-1
  11. 2001년 11월 22일 발매, ISBN 4-08-847449-X
  12. 2002년 3월 25일 발매, ISBN 4-08-847490-2
  13. 2002년 7월 25일 발매, ISBN 4-08-847535-6
  14. 2002년 12월 14일 발매, ISBN 4-08-847587-9
  15. 2003년 3월 25일 발매, ISBN 4-08-847618-2
  16. 2004년 7월 23일 발매, ISBN 4-08-847768-5
  17. 2006년 1월 25일 발매, ISBN 4-08-846028-6
  18. 2007년 5월 25일 발매, ISBN 978-4-08-846177-9
  19. 2007년 9월 25일 발매, ISBN 978-4-08-846219-6
  20. 2008년 5월 23일 발매, ISBN 978-4-08-846301-8
  21. 2008년 12월 25일 발매, ISBN 978-4-08-846373-5
  22. 2009년 8월 25일 발매, ISBN 978-4-08-846439-8
  23. 2010년 4월 23일 발매, ISBN 978-4-08-846521-0
  24. 2011년 1월 25일 발매, ISBN 978-4-08-846616-3
- 슈에이샤 분코 ― 코믹판 《클로버》 전 13권

- 치야 토리코 《클로버 trèfle》 〈슈에이샤·마거리트 코믹스〉, 기간 3권
  1. 2013년 1월 25일 발매, ISBN 978-4-08-846885-3
  2. 2013년 10월 25일 발매, ISBN 978-4-08-845119-0
  3. 2014년 3월 25일 발매, ISBN 978-4-08-845187-9

## 영화
2014년 11월 1일에 일본에서 개봉되었다. 주연은 타케이 에미.

### 캐스트
- 스즈키 사야 - 타케이 에미
- 츠게 스스무 - 오쿠라 타다요시
- 히노 하루키 - 나가야마 켄토
- 츠츠이 시오리 - 나츠나
- 야가미 카즈요 - 키나미 하루카
- 마츠자와 리리카 - 미즈사와 에레나
- 츠츠이 요시미치 - 카미지 유스케

### 스태프
- 감독 - 후루사와 타케시
- 각본 - 아사노 타에코
- 음악 - 야마시타 코스케
- 주제가 - 칸쟈니∞ 〈CloveR〉 (INFINITY RECORDS)
- 기획 프로듀스 - 히라노 타카시
- 배급 - 토호
- 제작 프로덕션 - 파인 엔터테인먼트
- 제작 - 〈클로버〉 제작 위원회